# Občanské náboženství
Občanské náboženství je koncept, jehož autorem je americký sociolog náboženství Robert N. Bellah. Poprvé ho představil roku 1967 ve své stati Občanské náboženství v Americe, čímž zasáhl do sociologické debaty o důsledcích sekularizace a otázky striktního oddělení státu a náboženství v americké společnosti. Zkoumáním výroků předních amerických politiků se snažil ukázat, že se v konfesijně a nábožensky neutrálních USA křesťanská víra ve vyvolenost proměňuje do státně-politického náboženství vyvolenosti. Poukazoval na jev, kdy politikové v USA používají biblickou rétoriku, která odkazuje k jakémusi základnímu náboženství amerického národa. Jeho koncept občanského náboženství byl nicméně nejen často kritizován, ale i špatně chápán – byla v něm spatřována obhajoba uctívání státu nebo dokonce využívání křesťanství pro politické účely.

## Robert Neelly Bellah (1927–2013)

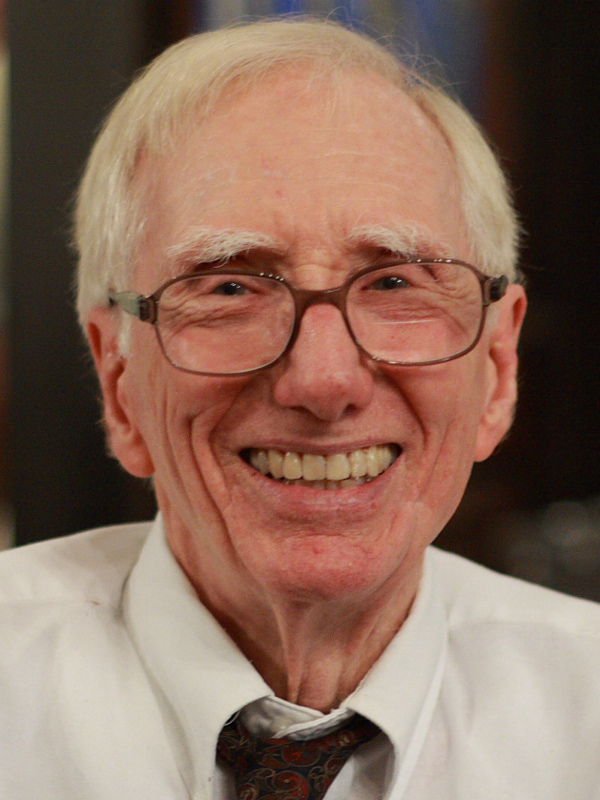
Robert Neelly Bellah

Americký sociolog, sociolog náboženství a religionista. Zabýval se islámem, japonským náboženstvím, konfucianismem, kulturou Apačů, avšak jeho nejznámějšími pracemi jsou ty, které se zabývají náboženskými a morálními dimenzemi současné americké společnosti. Díky jeho výzkumu dějin náboženství a jejich vývojových fází ho lze řadit mezi neoevolucionisty.
Nejprve působil na Harvardově univerzitě, pod vedením svého učitele Talcotta Parsonse, kde roku 1955 obdržel doktorský titul. Zde roku 1957 publikoval svou disertační práci Tokugawa Religion, která se stala jeho první knihou a vzbudila velký ohlas. Ovlivněn Weberovým přístupem v ní Bellah zkoumal náboženské předpoklady industrializace Japonska v druhé polovině 20. stol. Po dokončení doktorského studia odešel na McGillovu univerzitu, kde se zabýval islámem a arabským jazykem. Zde byl ovlivněn Wilfredem Canterwellem Smithem a jeho přístupem srovnávací religionistiky. Na čas se vrátil na Harvardovu univerzitu, ale roku 1967 odešel na kalifornskou univerzitu Berkeley, kde zůstal do konce svého života. V roce 1967 v časopise Dædalus rovněž publikoval svou významnou esej Občanské náboženství v Americe, v níž rozvíjí Jean Jacques Rousseauovu myšlenku, že národní komunity vyznávají sobě vlastní morální a duchovní hodnoty, kterou spojoval s durkheimovským pojetím náboženského charakteru všech společenství.

## Občanské náboženství
Pojem občanské náboženství označuje náboženskou dimenzi společnosti typickou pro USA, jež je „výrazem porozumění americké zkušenosti ve světle konečné a univerzální reality, která se vyjadřuje promocí specifických rituálů (prezidentská inaugurace), textů (Deklarace nezávislosti), míst (Gettysburg) a pocitem vzájemné sounáležitosti“. Bellah vedle termínu občanské či civilní náboženství (civil religion), který převzal od francouzského filozofa J. J. Rousseaua, uvažoval také o termínech politické náboženství (political religion), náboženství republiky (religion of the republic) nebo veřejná zbožnost (public piety). V monografii Porušená smlouva: Americké občanské náboženství v čase soudu v kapitole Americký mýtus o původu se Bellah zabýval otázkou, jaké faktory ovlivnily zformování amerického občanského náboženství. Mezi ty zásadní podle něj patří náboženská (křesťanská, resp. protestantská) identita většiny evropských přistěhovalců do Ameriky. V protestantském prostředí se zformovalo pojetí odchodu do Ameriky jako náboženského exodu, pojetí Ameriky jako nové země zaslíbené, pojetí Američanů jako vyvoleného národa. V souvislosti s tím Bellah uvádí část slavného kázání Johna Winthropa, vůdce massachusettské kolonie, z roku 1630: „Měli bychom se uvědomit, že Bůh Izraele je mezi námi… Pán to učinil jako v Nové Anglii: musíme si uvědomit, že máme být jako město na pahorku, k němuž se upínají zraky všeho lidu…“
Proces formování amerického občanského náboženství dle Bellaha vyvrcholil v 18. století, za prvního náboženského probuzení a především za války o nezávislost. ''Deklarace nezávislosti'' z roku 1776 obsahuje pasáže odkazující na Boha jako na stvořitele a soudce národa, jenž má suverenitu nad lidskou politickou společností. Nejedná se však o Boha biblického, ale o Boha přirozeného (the God of nature), nekonfesijního. Tento Bůh v rámci občanského náboženství symbolicky zastřešuje existenciální řád Spojených států jako republiky a dává smysl hodnotám a ctnostem preferovaných americkým národem. Důraz na svobodu, spravedlnost, dobročinnost, osobní ctnost tak v Bellahově pojetí získávají výrazně náboženský podtext.

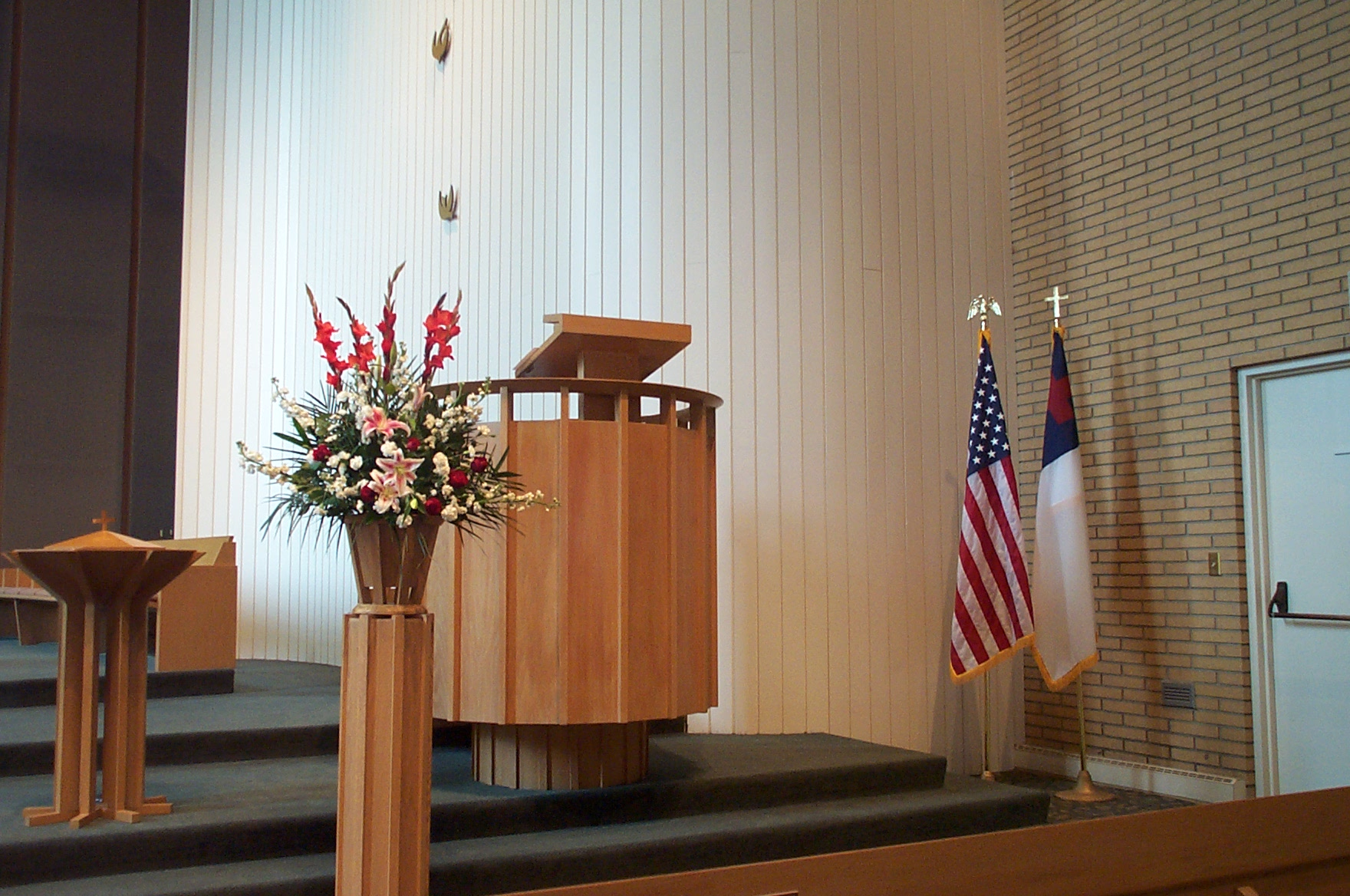
Fotografie z kostela v Kalifornii, která zachycuje křesťanskou vlajku umístěnou bok po boku s vlajkou USA.

Ve své stěžejní stati Občanské náboženství v Americe Bellah analyzoval „politicky relevantní náboženské výroky předních amerických politiků (od Washingtona přes Lincolna po Kennedyho a Johnsona), aby na nich ukázal, jak se v konfesijně a nábožensky neutrálním státě transformuje křesťanská víra ve vyvolenost do podoby státně-politického náboženství vyvolenosti“. Jako příklad lze uvést Bellahovu analýzu Kennedyho inaugurace z roku 1961. Ve svém projevu Kennedy upozorňoval na svůj závazek nejen vůči lidu, ale právě vůči Bohu.
Podle Bellaha se v tomto případě nejednalo o vyjádření Kennedyho osobního náboženského postoje, ale o „ceremoniální událost občanského náboženství“, neboť v americké společnosti je zakořeněna nutnost věnovat pozornost Boží vůli a Božímu plánu na Zemi. A to nejen individuálně, ale především kolektivně. Kennedy, který byl katolík, ve svém projevu neodkazoval k Ježíši, Mojžíšovi, či k samotnému křesťanství, ale pouze k „neutrálnímu“ Bohu, který drží ochrannou ruku nad celým americkým národem. Protože se tedy jedná o Boha „všech“ Američanů, bylo pro Kennedyho politicky relevantní v zemi, která jinak formálně striktně odděluje státní záležitosti od náboženských, odkazovat ve svém inauguračním projevu na Boha.
Příkladem "ceremonie občanského náboženství" je také Slib věrnosti užívaný od roku 1954:
| „ | I pledge allegiance to the flag of the United States of America, and to the Republic for which it stands: one Nation under God, indivisible, with Liberty and Justice for all./ Přísahám věrnost vlajce Spojených států amerických a republice, kterou představuje: jednomu nedělitelnému národu, před Bohem, ve svobodě a spravedlnosti pro všechny. | “ |

### Občanské náboženství a popularita prezidenta
Různé krize, s nimiž se společnost USA během své historie setkala, vyvolaly patriotské a občanské reakce s náboženským ražením – íránská krize s rukojmími v roce 1979, výbuch raketoplánu Challenger v roce 1986 nebo hurikán Sandy v roce 2012. Po těchto událostech americký prezident typicky vystoupí před veřejností, aby ji okamžitě ujistil, že daná krize nepovede k narušení amerického způsobu života, nýbrž ukáže sílu a dobrotu americké národa. Při projevech prezident prostřednictvím občansko-náboženských žehnání zemi připomíná vztah USA k blíže nespecifikovanému Bohu. Po takovémto projevu se pak obvykle prezidentovi USA dramaticky zvedne veřejná podpora a obliba.
Příkladem může být prezident George W. Bush, jehož obliba po útocích 11. září prudce vystřelila vzhůru. Bushova rétorika o nezdolnosti a obnově USA šla totiž ruku v ruce s mediální kampaní, která v duchu občanského náboženství spojovala slogany jako „Jsem pyšný, že jsem Američan,“ „Bůh žehnej Americe,“ či „Stojíme jednotní.“ Na vládě George W. Bushe je možné vidět i to, jak důležité je pro prezidenta USA tyto projevy za účelem občansko-náboženského zklidnění vykonávat, protože jinak riskuje negativní kritiku ze strany veřejnosti. Jeho reakce na ničivý dopad hurikánu Katrina v roce 2005 byla naprosto odlišná od situace 11. září – Bush vystupoval nejistě a jeho proslovy neobsahovaly občansko-náboženský náboj, a proto jeho veřejná obliba rázem výrazně klesla.

### Barack H. Obama
Teorii amerického občanského náboženství je možné aplikovat i na prezidenta Baracka H. Obamu. Obama bývá svými republikánskými odpůrci kritizován za svůj kosmopolitní životní příběh, který se neshoduje s nábožensky založenou ideou Ameriky jako jedinečnou zaslíbenou zemí, jež byla vybrána Bohem jako místo, kde se vybuduje Boží království na zemi, kam je možné emigrovat ze Starého světa plného zkaženosti. Z tohoto pohledu je Obama viděn jako někdo, kdo narušuje Bohem danou jedinečnost USA, protože má příliš mezinárodní perspektivu nahlížení světa. Pro své odpůrce proto ztělesňuje narušení amerického občanského náboženství, protože jeho neoliberalismus míchá dohromady různá kulturní dědictví či podkopává jasné předpoklady o autoritě a státních hranicích, které jsou pro občanské náboženství nejdůležitějším definičním zdrojem – tedy že americké civilní náboženství existuje pouze na území USA.
V kontrastu vůči těmto kritikám stojí názory některých odborníků, kteří v Obamovi naopak vidí prezidenta, který představuje přesně tu koncepci občanského náboženství, kterou formuloval Robert N. Bellah. Například Gorski tvrdí, že Obamovo vystupování je charakteristické universalistickým tónem, prorokujícím hlasem založeným na teologii smlouvy s Bohem a občanským republikanismem, jež vyrovnává vztah náboženství a politiky tak, aby byl ve výsledku mnohem inkluzivnější než náboženský nacionalismus a zároveň poskytoval lepší základ pro solidaritu než liberální sekularismus.

## Občanské náboženství a ateismus v politice USA
Proč je však v prostředí amerického civilního náboženství tak důležité při veřejném politickém vystupování odkazovat na konfesionálně nespecifikovanou představu Boha? Pravděpodobné vysvětlení může být naznačeno v perspektivě kulturní evoluce. Ara Norenzayan na datech z několika průzkumů ukazuje, že Američané jsou mnohem více ochotni věřit všem dříve marginalizovaným skupinám, avšak pouze ateisté nikdy nedosahují více než 50% přijetí ve společnosti.
Podle výsledků průzkumu Gallup Poll k prezidentským volbám 2012 sice ateisté přesáhli hranici 50% přijetí, nicméně tolerance vůči potenciálnímu ateistickému kandidátovi zůstává dlouhodobě nejnižší ze všech nabízených možností, přestože nedůvěra vůči dříve marginalizovaným skupinám mezi Američany obecně klesá.

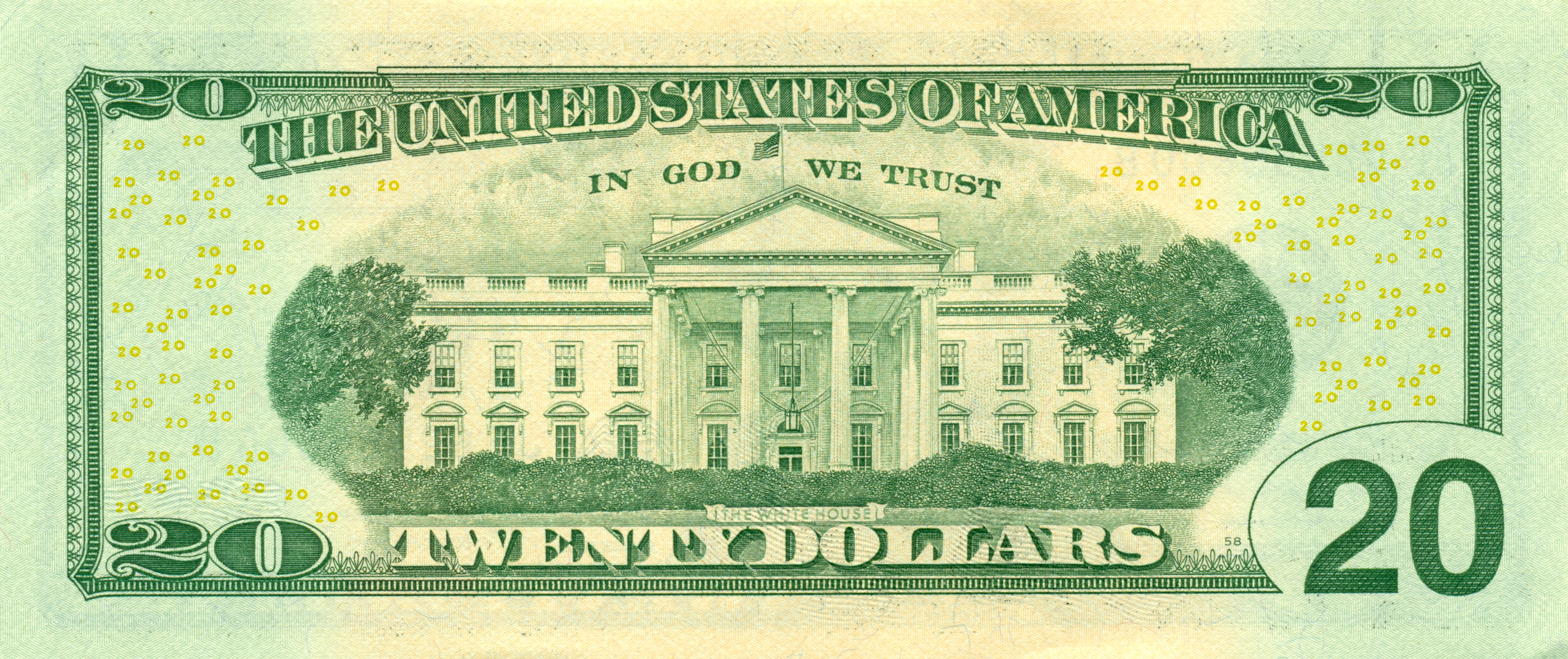
Dvacetidolarová americká bankovka s nápisem "Věříme v Boha"

Společnost USA byla v roce 2008 ochotna na post prezidenta volit:
1. Afroameričan (96%).
2. Žena (95 %).
3. Katolík (94 %).
4. Hispánec (92 %).
5. Žid (91 %).
6. Mormon (80 %).
7. Homosexuál (68 %).
8. Muslim (58 %).
9. Ateista (54 %).

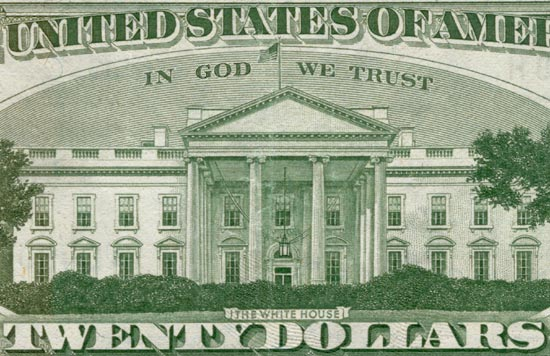

Podobně i výzkum předsudečnosti vůči ateistům z roku 2006 ukázal, že ateisté jsou v USA bráni za skupinu, co ze všech nejméně sdílí ideál amerického způsobu života. Norenzayan tento psychologický trend interpretuje jako odraz rčení: „Nevěřte lidem, co nevěří v Boha,“ a vysvětluje, že náboženství ve velkých skupinách, kde běžně spolupracují cizí lidé, hraje náboženství v otázce důvěry a spolupráce velmi důležitou roli. Tvrdí, že ateisté si sice mohou myslet, že jejich nenáboženskost je pouze osobní otázkou, avšak náboženští lidé je vnímají jako veřejný problém – hrozbu pro skupinovou důvěru a spolupráci. Podle Norenzayana je totiž upřímné vyjadřování víry v morálně zainteresovaná božstva signálem, pomocí kterého se lidé během své evoluce naučili kognitivně vyhodnocovat cizince vhodné ke spolupráci. Protože však ateisté v bohy nevěří, vysílají signál, který bývá vyhodnocen opačně, a proto jsou všude, kde je majoritní náboženská společnost, vnímáni jako potenciální hrozba. Norenzayanova teorie pak může být vysvětlením, proč je pro politiky v prostředí americké společnosti tak důležité dávat najevo, že jsou nábožensky založení.
Příkladem pak může být kongresman Pete Stark, který jako první politik v dějinách USA přiznal, že nevěří v Boha ani bohy, tedy že je ateista. Stark kvůli tomuto přiznání v roce 2012 svůj post ztratil ve prospěch Erica Swalwella Jr., který Starka za ateismus veřejně kritizoval. Otázkou je, zda se tento trend udrží i do budoucna. Nejenom že – byť pomalu – roste procento Američanů ochotných volit ateistického politického kandidáta, ale podle výzkumu Pew Forum z roku 2014 v USA roste i podíl nábožensky nevyhraněných obyvatel (unaffiliated). V roce 2007 bylo nábožensky nevyhraněných 16,1 % obyvatel, z toho 1,6 % deklarativních ateistů. Roku 2014 se k nábožensky nevyhraněným hlásilo již 22,8 %, z toho se za ateisty označilo 3,1 %. V roce 2014 navíc z celkového počtu nábožensky nevyhraněných 33 % uvedlo (oproti 22 % v roce 2007), že nevěří v Boha či jinou spirituální bytost. Přesto je možné zatím prohlásit, že v nějakého Boha/boha věří valná většina obyvatel USA.
Blíže nespecifikované pojetí Boha je v případě teorie občanského náboženství dalším důležitým bodem, k němuž se američtí politikové ve svých výstupech dovolávají. Výzkum Pew Forum z roku 2008 ukázal, že na otázku zda vedou jiná náboženství než křesťanství k věčnému životu, odpovědělo 80 % dotazovaných křesťanů, že ano v případě judaismu (74 %), islámu (52 %), hinduismu (53 %). Ateismus vede k věčnému životu podle 42 % dotazovaných Američanů. Převládající názor nábožensky vyhraněných Američanů, že i jiná než jejich náboženství mohou vést k věčnému životu, byl potvrzen i v rámci Pew Forum výzkumu provedeného v roce 2014. Z průzkumu vyplývá, že věřit v jiného boha je mnohem lepší, než nevěřit v žádného. Norenzayan proto na základě těchto dat konstatuje, že náboženští lidé by byli raději, kdyby jejich děti uzavřely sňatek s etnicky a jazykově odlišnými jedinci z druhé strany planety, než aby sňatek uzavřeli s kulturně podobným ateistou ze sousedství. Teorii civilního náboženství pak podává potenciální vysvětlení problému, proč pro velké a nábožensky majoritní společnosti jako je společnost USA není až tak důležité věřit v jednoho explicitně specifikovaného boha, ale že je důležité věřit v nějakého boha, o němž si všichni mohou udělat podobnou představu.

## Kritika konceptu občanského náboženství v USA

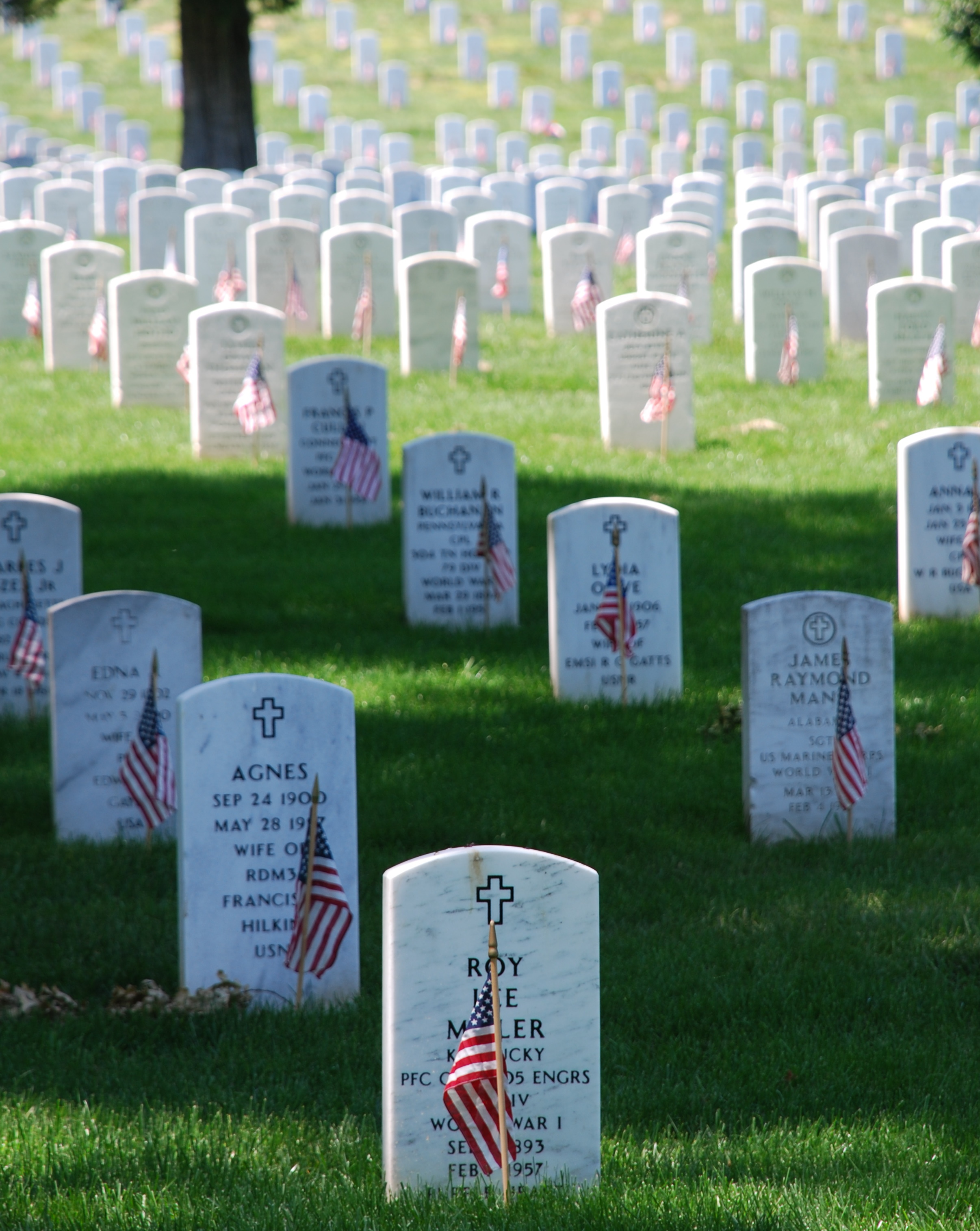
Fotografie pomníků na Alringtonském národním hřbitově. Na tomto hřbitově jsou pochováni nejen američtí veteráni a padlí vojáci.

Prvním problémem, který provází koncepci občanského náboženství, je fakt, že nebyla vytvořena konkrétní teorie o významu občanského náboženství. Z tohoto pak vyplývá, že tento pojem lze vykládat odlišně. Proběhl také pokus o vytvoření definice občanského náboženství a to za pomoci hned několika vědních disciplín – sociologie, historie, rétoriky, politologie. Tímto vznikl spor o definici, konflikt v teoretických konceptech.
Sám Robert N. Bellah si uvědomoval problém, který způsoboval již samotný název občanského náboženství. Podle Bellahovy teorie by se mělo jednat o náboženství občanů, avšak z jeho popisů vyplývá opak. Spíše se jedná o náboženství utvářené politikou – občanské náboženství bylo využíváno k propagaci politické moci, kupříkladu při prezidentských projevech.
Dalším příkladem velice úzkého propojení občanského náboženství a politiky je uvedení Abrahama Lincolna nebo J. F. Kennedyho jako mučednické postavy, přijímání Deklarace nezávislosti nebo Ústavy za posvátné texty. Tento jev se nazývá biblický symbolismus.
Hlavním problémem občanského náboženství v USA je měnící se charakter americké společnosti. Čím dál více amerických občanů požaduje univerzální povahu národní identity, dochází ke konfliktům mezi katolíky a protestanty. Stále více občanů USA prohlašuje, že se nijak nábožensky neidentifikují a také narůstá počet imigrantů s jinou než křesťansko-židovskou tradicí.